# Ibn Masal
Ibn Maṣāl (in arabo ﺍﺑﻦ ﻣﺼﺎﻝ‎?; Lukk, ... – 19 febbraio 1150) è stato un  vizir berbero fatimide.
Najm al-Dīn Abū l-Fatḥ Salīm (o Sulaymān) b. Muḥammad al-Lukkī al-Maghribī in arabo ﻧﺠﻢ ﺍﻟﺪﻳﻦ ﺍﺑﻮ ﺍﻟﻔﺘﺢ ﺳﻠﻴﻢ/ﺴﻠﻴﻤﺎﻥ ﺑﻦ ﻣﺤﻤﺪ ﺍﻟﻠﻜﻲ‎?, meglio noto come Ibn Maṣāl, fu un amministratore al servizio della dinastia fatimide, elevato al vizirato dall'Imam fatimide al-Ẓāfir nel 1149, dopo un decennio in cui questa importante carica non era stata affidata ad alcuno dagli Imam al-Ḥāfiẓ e al-Ẓāfir.
La sua amministrazione fu bruscamente interrotta, nemmeno due mesi più tardi, dalla rivolta organizzata e condotta da al-ʿĀdil b. al-Sallār.
 
Precipitatosi in Siria per reclutarvi nuovi elementi che potessero infoltire i ranghi del suo esercito (al Cairo nessuno volle entrare al suo servizio, malgrado egli fosse pubblicamente sostenuto dall'Imam, che gli concesse grandi quantità di danaro), fu sconfitto da Ibn al-Sallār nella battaglia di Dalāṣ il 19 febbraio 1150. In essa egli trovò anche la morte e la sua testa, decapitata, fu portata al Cairo, secondo un macabro rituale che aveva numerosi precedenti.